# سونيت 37
السونيت 37 هي واحدة من السوناتات الـ 154 التي كتبها الكاتب والشاعر الإنجليزي وليام شكسبير.
مثلما يَسْعدُ الأب الذي أقعدته الشيخوخة
حين يرى طفله الذكيّ يمارس أفعال الشباب،
هكذا أنا وقد صرت مُعوقاً بفعل الطبيعة الحاقدة،
أجد راحتي الكبرى في منزلتك وفي حقيقتك.
.
سواء كان الجمال، أو الميلاد، أو الثروة، أو الذكاء،
أو أي من هذه أو كلها معاً، أو ما يزيد عليها،
مُتَوَّجاً بين أجمل ما فيك من عناصر تكوينك،
فإنني أضيف حبي إلى هذه الكنوز.
.
بذلك لا أكون مُعَوَّقاً، ولا فقيراً، ولا محتَقَرا.
طالما تمنحني تلك الظلال هذا الشعور
حتى أصبح قانعاً تماماً بما لديك من وفرة
فأحيا بمشاركتك جزءا من هذا المجد العميم.
.
كل ما ترى أنه أفضل شيء لديك هو أفضل ما أتمناه لك.
هذه هي أمنيتي تضاعف سعادتي عشر أمثالها!